# Messias Soares
Messias Soares da Silva (Belo Horizonte, 21 de outubro de 1942 – Duque de Caxias, 9 de setembro de 2003), foi um político brasileiro, advogado, empresário e administrador. Exerceu o mandato de deputado federal constituinte em 1988.  Teve três filhos em seu primeiro casamento, com Magali do Carmo. Depois, casou-se com Edir Batista Santos Soares, com quem teve dois filhos.
Em 1964, tornou-se vice-presidente da Confederação Fluminense de Estudantes e presidente da Associação Caxiense de Estudantes, formando-se no ano de 1966 em Direito pela Universidade Gama Filho, no Rio de Janeiro.
Faleceu em Duque de Caxias no dia 9 de setembro de 2003.

## Carreira política
Em novembro de 1966, foi eleito vereador em Duque de Caxias (RJ) pela Aliança Renovadora Nacional (Arena), partido que apoiava o regime militar do país. Em fevereiro do ano seguinte, assumiu seu mandato, tornando-se presidente das comissões de Defesa do Consumidor e de Finanças. Extinto o bipartidarismo e reorganizando os partidos no mês de novembro de 1979, Messias filiou-se ao Partido Popular (PP) e, em seguida, ao Partido Democrático Social (PDS).
No final de 1982, foi eleito deputado estadual pelo Rio de Janeiro, iniciando seu mandato em fevereiro do ano seguinte. Na Assembleia Legislativa, presidenciou a Comissão de Turismo e foi membro da Comissão de Defesa do Consumidor. Em 1986, filiou-se ao Partido do Movimento Democrático Brasileiro (atual MDB).
No mês de novembro de 1986, foi eleito deputado federal constituinte pelo PMDB, com votos provenientes da Baixada Fluminense. No mesmo pleito, Moreira Franco foi eleito governador do Rio de Janeiro.
No mês de fevereiro de 1987, assumiu sua cadeira na Assembleia Nacional Constituinte. No mesmo ano, foi transferido para o Partido Trabalhista Renovador (PTR). Foi participante de trabalhos constituintes da Comissão da Organização do Estado e da Subcomissão da União, Distrito Federal e Territórios. Também foi suplente da Comissão da Família, da Subcomissão da Família, do Menor e do Idoso e das comissões de Ciência e Tecnologia, de Comunicação e de Educação, Cultura e Esportes.

###### Na Assembleia Nacional Constituinte
Posicionou-se a favor:
- Mandato de cinco anos do presidente José Sarney;
- Pluralidade sindical;
- Legalização do jogo do bicho;
- Nacionalização do subsolo.

Posicionou-se contra:
- O presidencialismo;
- Desapropriação da propriedade produtiva;
- Criação de fundo de apoio à reforma agrária;
- Estabilidade no emprego.

Promulgada a Constituição de 1988, seguiu seu mandato como deputado federal. Concorreu à reeleição no mês de outubro de 1990, vinculado ao Partido da Frente Liberal (PFL). Em abril de 1994, Messias assumiu o mandato na Câmara dos Deputados, substituindo o deputado Fábio Raunheitti. No mesmo ano, foi transferido para o Partido Democrático Trabalhista (PDT). Foi titular na Comissão de Viação e Transportes e foi suplente na Comissão de Educação, Cultura e Desportos.
Concorreu à vaga de deputado federal em outubro de 1994 pelo PDT, porém não se reelegeu. Contudo, a eleição foi anulada pelo Tribunal Regional Eleitoral do Rio de Janeiro (TRE-RJ) por suspeitas de fraude. Messias Soares deixou a Câmara dos Deputados em janeiro, ao final da legislatura 1991-1995.
Em 1998, perdeu a eleição para deputado estadual, concorrendo pelo Partido Progressista Brasileiro (PPB). José Camilo Zito tomou posse da prefeitura de Duque de Caxias no ano de 2003, tornando Messias Soares seu assessor.

## Trajetória[1][2]
- Em 1966, concluiu o curso de direito na Universidade Gama Filho, no Rio de Janeiro.

- Em novembro do mesmo ano ano, ingressou na carreira política ao eleger-se vereador na cidade de Duque de Caxias, no Rio de Janeiro, pela Aliança Renovadora Nacional (Arena), legenda de apoio à ditadura militar instaurada no país em abril de 1964. Tomou posse do cargo no ano seguinte e presidiu as Comissões de Finanças e de Defesa do Consumidor.

- Em novembro de 1979, com o fim do regime bipartidário e a conseguinte reestruturação partidária, inscreveu-se no Partido Popular (PP) e, logo após, ao Partido Democrático Social (PDS), legenda que sucedeu à Arena.
- Foi eleito deputado estadual pelo Rio de Janeiro na legenda do PDS, no ano de 1982
- Se filiou ao Partido do Movimento Democrático Brasileiro (PMDB) no ano de 1986
- Foi Deputado Federal (constituinte) entre os anos de 1987-1991, pelo PMDB
- Se transferiu para o Partido Trabalhista Renovador (PTR), em 1987.
- Tentou a reeleição em outubro de 1990, pelo Partido da Frente Liberal (PFL)
- Foi Deputado Federal entre os anos de 1994-1995, pelo PFL
- Foi suplente da Comissão de Educação, Cultura e Desporto e titular da Comissão de Viação e Transportes, em 1994
- Tentou eleger-se para deputado estadual, pelo Partido Progressista Brasileiro (PPB), em 1998, sem êxito.
- Se tornou assessor do prefeito de Duque de Caxias, José Camilo Zito, em 2003
- Messias Soares faleceu em Duque de Caxias no mesmo ano.